# Dienstunfall
Dienstunfall bezeichnet einen Arbeitsunfall einer Person in einem öffentlich-rechtlichen Dienst- oder Amtsverhältnis; dazu zählen vor allem Beamte, Soldaten und Richter. Der Dienstunfall ist ein auf äußerer Einwirkung beruhendes, plötzliches, örtlich und zeitlich bestimmbares, einen Körperschaden verursachendes Ereignis (Unfall), das in Ausübung des Dienstes eingetreten ist. Auch Erkrankungen können als Dienstunfall gelten.
Der Dienstunfall ist in § 31 Beamtenversorgungsgesetz für Bundesbeamte und § 27 Abs. 2 Soldatenversorgungsgesetz für Soldaten legaldefiniert. Für Bundesrichter gelten die Bestimmungen für Bundesbeamte nach § 46 Deutsches Richtergesetz entsprechend. Nachdem 2006 die Gesetzgebungskompetenz zum Versorgungsrecht den Ländern zufiel, haben diese entsprechende Landesgesetze erlassen. Sie entsprechen inhaltlich weitgehend den bundesgesetzlichen Regelungen. Ein Spezialfall des Dienstunfalls bei Soldaten ist die Wehrdienstbeschädigung. 
Die Dienstunfallfürsorge der gesetzlichen Unfallversicherung (SGB VII) nachgebildet. Sie entspringt dem Alimentationsprinzip als hergebrachter Grundsatz des Berufsbeamtentums.
Für die Bestimmung, ob ein Dienstunfall vorliegt, gehören auch zum Dienst Dienstreisen und die dienstliche Tätigkeit am Bestimmungsort (auswärtiges Dienstgeschäft), die Teilnahme an dienstlichen Veranstaltungen und Nebentätigkeiten im öffentlichen Dienst oder in dem ihm gleichstehenden Dienst, zu deren Übernahme eine Pflicht besteht oder Nebentätigkeiten, deren Wahrnehmung im Zusammenhang mit den Dienstgeschäften erwartet wird, sofern kein Versicherungsschutz in der gesetzlichen Unfallversicherung besteht (§ 31 Absatz 1 Satz 2 BeamtVG).
Als Dienst gilt auch das Zurücklegen des mit dem Dienst zusammenhängenden Weges zu und von der Dienststelle (Wegeunfall). Wurde wegen der Entfernung zwischen ständiger Familienwohnung vom Dienstort an diesem oder in dessen Nähe eine Unterkunft bezogen, liegt ein Wegeunfall auch auf dem Weg zwischen der Familienwohnung und der Dienststelle vor. Der Zusammenhang mit dem Dienst gilt in bestimmten Fällen als nicht unterbrochen, wenn von dem unmittelbaren Weg zwischen der Wohnung und der Dienststelle in vertretbarem Umfang abgewichen wird (§ 31 Absatz 1 Satz 3 BeamtVG). Ein Unfall, den der Verletzte bei Durchführung des Heilverfahrens oder auf einem hierzu notwendigen Wege erleidet, gilt ebenfalls als Folge eines Dienstunfalles (§ 31 Absatz 1 Satz 4 BeamtVG).
Dem durch Dienstunfall verursachten Körperschaden ist ein Körperschaden gleichzusetzen, der außerhalb des Dienstes erlitten wird, wenn die Person im Hinblick auf sein pflichtgemäßes dienstliches Verhalten oder wegen seiner Eigenschaft als Angehöriger des öffentlichen Dienstes angegriffen wird. Gleichzuachten ist ferner ein Körperschaden, der im Ausland erlitten wird, wenn er bei Kriegshandlungen, Aufruhr oder Unruhen, denen die Person am Ort seines dienstlich angeordneten Aufenthaltes im Ausland besonders ausgesetzt war, angegriffen wird (§ 31 Absatz 4 BeamtVG).
Unfallfürsorge wie bei einem Dienstunfall kann auch gewährt werden, wenn ein Körperschaden erlitten wird bei der Ausübung einer Tätigkeit, die öffentlichen Belangen oder dienstlichen Interessen dient und dazu eine Beurlaubung erteilt worden ist (§ 31 Absatz 5 BeamtVG).

## Erkrankung als Dienstunfall
Eine Erkrankung gilt als Dienstunfall, wenn die Person wegen der Art seiner dienstlichen Verrichtungen der Gefahr dieser Erkrankung an einer bestimmten Krankheit besonders ausgesetzt ist. Als solche Erkrankungen kommen die Krankheiten in Anlage 1 zur Berufskrankheiten-Verordnung mit den dort bezeichneten Maßgaben in Betracht. Die Erkrankung gilt jedoch stets als Dienstunfall, wenn sie durch gesundheitsschädigende Verhältnisse verursacht worden ist, denen die Person am Ort seines dienstlich angeordneten Aufenthalts im Ausland besonders ausgesetzt war.